# Concerts, Bregenz/München
Albums de Keith Jarrett
No End
(2013)
Concerts, Bregenz/München est un album du pianiste de jazz américain Keith Jarrett enregistré en 1981 et sorti en 2013 sur CD par ECM.
L'enregistrement de ces concerts avait déjà été édité sous forme de trois LP sous le titre Concerts (en). On pouvait trouver le concert donné à Bregenz en CD, mais c'est la première fois que ces deux concerts sont réunis en CD.
Le pianiste Vic Olsen a enregistré en 2013 chez CVM Records son interprétation du concert de Bregenz publiée avec la Sonate en si mineur de Franz Liszt.

## Liste des pistes
Toute la musique est improvisée ou composée par Keith Jarrett.
| N° | Titre              | Durée |
| -- | ------------------ | ----- |
|    | CD 1, Bregenz      |       |
| 1. | Part I             |       |
| 2. | Part II            |       |
| 3. | Untitled           |       |
| 4. | Heartland          |       |
|    | CD 2, Munich       |       |
| 1. | Part I             |       |
| 2. | Part II            |       |
|    | CD 3, Munich       |       |
| 1. | Part III           |       |
| 2. | Part IV            |       |
| 3. | Mon Cœur Est Rouge |       |
| 4. | Heartland          |       |

## Personnel
- Keith Jarrett : piano